# Xenothrix mcgregori
Xenothrix mcgregori är en utdöd art av primater i familjen Pitheciidae som levde i Karibien. Den listas ofta tillsammans med andra utdöda släktingar i släktgruppen (tribus) Xenotrichini.
Arten är endast känd från ett fåtal halvfossila kvarlevor som hittades i en grotta på Jamaika. Enligt några avhandlingar utgör arten den enda medlemmen av familjen Xenotrichidae. Denna primat liknar kloapor men den första och andra molaren i underkäken avviker i formen och den tredje saknas. Arten hade ganska korta bakre extremiteter. Det första fossilet hittades i en avfallshög som skapades av öns ursprungsbefolkning. Enligt en studie är de 2 145 år gamla. Uppskattningsvis rörde sig exemplaren långsam på fyra fötter eller de klättrade i träd. Troligtvis hade arten frukter som föda.